# Гідропиловибухозахист
Гідропиловибухозахист (англ. hydrodust explosive protection, нім. Wassersperre f) – попередження та локалізація вибухів вугільного пилу, що ґрунтується на застосуванні води. 
У приствольних (пристовбурних) дворах, камерах, ходках та ін. виробках з інтенсивністю пиловідкладення менше 1 г/м3 на добу Г. забезпечується побілкою поверхні виробок вапняно-цементним розчином не рідше 1 разу на півроку. Відкатні і вентиляц. виробки з інтенсивністю пиловідкладення 1-50 г/м3 на добу обмиваються водою або розчином ПАР (типу ДБ). 
На ділянках вентиляційних штреків, що примикають до лав довжиною до 200 метрів з інтенсивністю пиловідкладення більше за 50 г/м3 на добу, застосовуються туманоутворюючі завіси. В цих же виробках при інтенсивності пиловідкладення 50-400 г/м3 на добу застосовується водний розчин хлористого кальцію (20-25%) і ДБ (1-2%). 
Для запобігання вибухів вугільного пилу і метану, а також зниження запиленості повітря при вибухових роботах застосовуються водорозпилювальні завіси, а також форсункові водяні завіси тривалої дії. 
В лавах застосовуються спеціальні зрошувачі, робота яких узгоджена з роботою очисного обладнання (наприклад, система КРОС).